# František Škroup
František Jan Škroup (wymowaⓘ) (ur. 3 czerwca 1801 w Osicach, zm. 7 lutego 1862 w Rotterdamie) – czeski kompozytor, kapelmistrz teatru w Pradze i Rotterdamie; pisał opery czeskie i niemieckie, ponadto tworzył uwertury oraz pieśni narodowe.
Kompozytor muzyki czeskiego hymnu narodowego.